# Les Prêtres du psi
Les Prêtres du psi est un recueil de nouvelles de Frank Herbert, paru en 1985 aux éditions Presses Pocket  (ISBN 978-2-266-01510-3), avec une couverture de Wojtek Siudmak. Il n'a pas d'équivalent en langue originale, même si le recueil The Priests of Psi and Other Stories paru en 1980 contient deux de ses six nouvelles.

## Liste des nouvelles
- Les Prêtres du psi (VO : The Priests of Psi - 1960)
- Les Marrons du feu (VO : The Featherbedders - 1967)
- La Course du rat (VO : Rat Race - 1955)
- Délicatesses de terroristes (VO : The Tactful Saboteur - 1964), nouvelle publiée ultérieurement sous le titre La Délicatesse du saboteur.
- La Drôle de maison sur la colline (VO : Old Rambling House - 1958)
- Le Rien-du-tout (VO : The Nothing - 1956)